# Gracie Gold
Grace Elizabeth „Gracie“ Gold (* 17. August 1995 in Newton, Massachusetts) ist eine US-amerikanische Eiskunstläuferin, die im Einzellauf startet.

## Karriere
Gracie Gold begann im Alter von sieben Jahren mit dem Eiskunstlaufen, nachdem sie anderen Mädchen bei einer Geburtstagsfeier in der Eislaufbahn zugesehen hatte.
Im Jahr 2012 wurde Gracie Gold Juniorenmeisterin der USA. Wenig später gewann sie die Silbermedaille bei der Juniorenweltmeisterschaft in Minsk hinter der Russin Julija Lipnizkaja.
In der Saison 2012/13 feierte Gold ihr Debüt bei der Grand-Prix-Serie. Bereits bei ihrem zweiten Grand Prix, dem Cup of Russia, errang sie mit Silber ihre erste Grand-Prix-Medaille.
Bei ihrem Weltmeisterschaftsdebüt belegte Gold im kanadischen London den sechsten Platz.
Bei ihrem Olympiadebüt konnte sie bei den Olympischen Spielen 2014 beim Einzelwettbewerb den 4. Platz mit 205,53 Punkten erreichen und verpasste somit nur knapp die Medaillenränge. Im Teamwettbewerb zuvor errang sie jedoch eine Bronzemedaille.

## Persönliches
Gold ist die Tochter von Denise, einer Krankenschwester, und Carl Gold, einem Anästhesisten. Ihre zweieiige Zwillingsschwester Carly betreibt ebenfalls Eiskunstlauf als Leistungssport.

## Ergebnisse
| Meisterschaft/Jahr               | 2012  | 2013  | 2014  | 2015  | 2016  | 2017  |
| -------------------------------- | ----- | ----- | ----- | ----- | ----- | ----- |
| Olympische Winterspiele          |       |       | 4.    |       |       |       |
| Weltmeisterschaften              |       | 6.    | 5.    | 4.    | 4.    |       |
| Vier-Kontinente-Meisterschaften  |       | 6.    |       | 4.    | 5.    |       |
| Juniorenweltmeisterschaften      | 2.    |       |       |       |       |       |
| US-amerikanische Meisterschaften | 1. J  | 2.    | 1.    | 2.    | 1.    |       |
| –                                |       |       |       |       |       |       |
| Grand-Prix-Wettbewerb/Saison     | 11/12 | 12/13 | 13/14 | 14/15 | 15/16 | 16/17 |
| Grand-Prix-Finale                |       |       |       |       | 5.    |       |
| Skate America                    |       |       |       | 3.    | 2.    | 5.    |
| Skate Canada                     |       | 7.    | 3.    |       |       |       |
| Cup of Russia                    |       | 2.    |       |       |       |       |
| Trophée Eric Bompard             |       |       |       |       | 1.    |       |
| NHK Trophy                       |       |       | 4.    | 1.    |       |       |

J = Junioren

## Veröffentlichungen
2024 veröffentlichte Gracie Gold ihre Autobiografie in der englischsprachigen Literatur. 
- Outofshapeworthlessloser: A Memoir of Figure Skating, F*cking Up, and Figuring It Out

Dieses Buch kam auf die Bestsellerliste der New York Times.